# Tmesisternus tolai
Tmesisternus tolai là một loài bọ cánh cứng trong họ Cerambycidae.